# ام‌اس‌سی
شرکت کشتیرانی مدیترانه (به انگلیسی: Mediterranean Shipping Company) دومین خط بزرگ ترابری دریایی در جهان بعد از  مرسک لاین از لحاظ ظرفیت کانتینر است. این شرکت با نام مستعار ام‌اس‌سی (به انگلیسی: MSC) شناخته می‌شود. به عنوان یک شرکت خصوصی هیچ تعهدی برای انتشار گزارش سالانه توسط افراد مستقل ندارد در نتیجه اطلاعات منتشر شده در مورد ام‌اس‌سی قابل تأیید نیست. ام‌اس‌سی ۴۹۰ کشتی کانتینری با ظرفیت ۳٫۱ میلیون بارگنج بیست پایی (TEU) بوده و دارای ۲۰۰ مسیر دریایی و ارتباط با ۵۰۰ بندر در سرتاسر جهان می‌باشد. مهم‌ترین بندر این شرکت در بندر آنتورپ بلژیک قرار دارد.

## تاریخچه
ام‌اس‌سی در سال ۱۹۷۰ در ناپل و به عنوان یک شرکت خصوصی توسط دریانورد کاپیتان جیانلوایجی آپونته تأسیس شد. هنگامی که او اولین کشتی خود را خرید و با آن خطوط ترابری بین دریای مدیترانه و سومالی را آغاز کرد. این خط پس از آن از طریق خرید کشتی‌های باربری دست دوم گسترش یافت. تا سال ۱۹۷۷ این شرکت خدمات خود را به شمال اروپا، آفریقا و اقیانوس هند انجام داد. این گسترش تا پایان دهه ۱۹۸۰ ادامه داشت. ام‌اس‌سی کشتی‌ها را به آمریکای شمالی و استرالیا هدایت کرد.

در سال ۱۹۸۹ ام‌اس‌سی تصدی خطوط لارو را خریداری کرد که در سال ۱۹۹۵ به ام‌اس‌سی کروز (MSC Cruises) تغییر نام داد و سپس کسب و کار کشتیرانی گردشی را افزایش داد.

در سال ۱۹۹۴ این خط اولین کشتی تازه ساز خود را که در سال ۱۹۹۶ با نام ام‌اس‌سی آلکسا سفارش داد. کشتی توسط کشتی ساز ایتالیایی ساخته شده بود.

در اکتبر ۲۰۱۴ دیگو آپونته فرزند جیانجولیجیو به سمت ریاست شرکت ام‌اس‌سی دست یافت.

## افتخارات
شرکت ام‌اس‌سی دارای جوایز و افتخارات مختلفی در عرصه ترابری و لجستیک دریایی می‌باشد.

### ۲۰۱۶
- ام‌اس‌سی هند - مدیر کشتی سال در جشنواره دریانورد امروز
- ام‌اس‌سی اوکراین - مدیر کشتی سال در جشنواره دریانورد امروز
- گروه ام‌اس‌سی - سبزترین کشتی سال در جشنواره آی‌جی‌اس

### ۲۰۱۵
- ام‌اس‌سی هند - مدیر کشتی سال در جشنواره دریانورد امروز
- ام‌اس‌سی پاناما - جایزه برتری دریانوردی پاناما در زنجیره تأمین لجستیک در منطقه
- ام‌اس‌سی بریتانیا - خط کانتینری سال در جشنواره جهانی ترابری
- ام‌اس‌سی هند - خط کشتیرانی کانتینری سال در خط تجارت هند - اروپا

### ۲۰۱۴
- ام‌اس‌سی بریتانیا - خط کانتینری سال در جشنواره جهانی ترابری

### ۲۰۱۳
- ام‌اس‌سی ترکیه - کشتیرانی جهانی سال در جشنواره ترابری و لجستیک

## کشتی‌های مشهور
در زیر فهرست اسامی کشتی‌های مشهور شرکت ام‌اس‌سی وجود دارد.
- ام‌اس‌سی اسکار
- ام‌اس‌سی بئاتریس
- ام‌اس‌سی بروکسل
- ام‌اس‌سی کمیل
- ام‌اس‌سی کارمن
- ام‌اس‌سی کروژ
- ام‌اس‌سی شیکاگو
- ام‌اس‌سی کردوبا
- ام‌اس‌سی دانیلا
- ام‌اس‌سی دنیت
- ام‌اس‌سی ژنو
- ام‌اس‌سی لی
- ام‌اس‌سی مدلین
- ام‌اس‌سی مونتری
- ام‌اس‌سی ناپولی
- ام‌اس‌سی نوریا
- ام‌اس‌سی پاملا
- ام‌اس‌سی روساریا
- ام‌اس‌سی سابرینا